# 巨岩点车站
巨岩點車站（英語：Point of Rocks station）是馬里蘭區域通勤鐵路由華盛頓聯合車站到西維吉尼亞州的馬丁斯堡之間的的布朗斯威克線上的一個車站，位於馬里蘭州弗雷德里克郡的巨岩點（Point of Rocks）。本站係於1873年由巴爾的摩與俄亥俄鐵路公司建立，由E. Francis Baldwin所設計。車站位於巴爾的摩與俄亥俄鐵路的舊主線（Old Main Line，通往巴爾的摩）與都會區線（Metropolitan Branch，通往華盛頓）的會合處。都會區線也是在1873年通車的，成為了巴爾的摩、華盛頓之西行客車的主要路線。
車站東側，舊主線與都會區線之間，有軌道連接兩條路線，故本站路線配置呈現為三角線。
車站的主要建築是二又二分之一層的哥德復興式建築，並有一個四層的塔樓與一又二分之一層的側樓。塔樓呈金字塔型，四邊各有一個窗戶，再上方則為方形頂部，有一方錐形屋頂。
站體建築本身並不開放，而為CSX運輸公司道班人員作為倉庫與辦公之用。2008年在東向軌道側（往華盛頓方向）建築了新的月台與候車亭取代1990年代中期建造的巴士候車亭式建築，供馬里蘭區域通勤鐵路旅客使用。
於2010年的大風雪中，站體南側的遮雨棚不堪積雪重荷而塌下，之後移除而使得站體有一半沒有遮蓋。整修工作在2011年一月動工。
巨岩點車站於1973年被列入美國國家史蹟名錄，並在馬里蘭區域通勤鐵路開行布朗斯威克線後重新啟用。

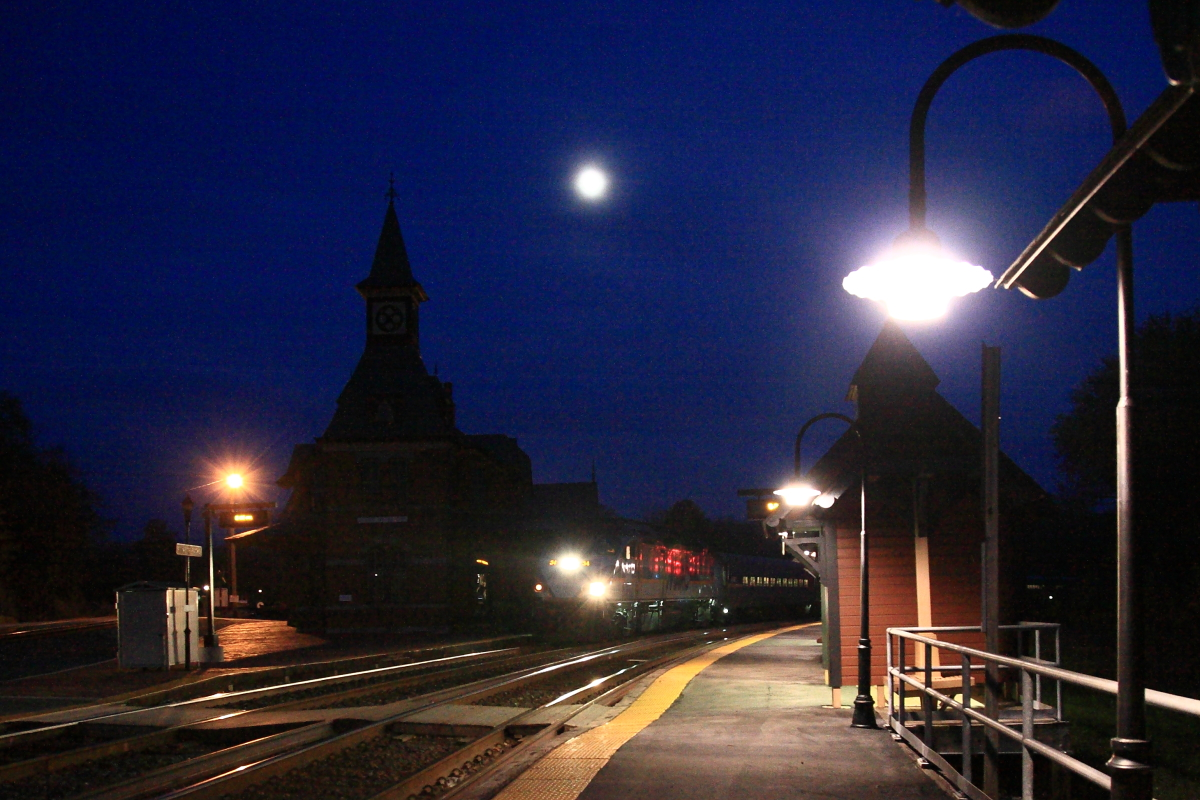
薄暮中的巨岩點車站與馬里蘭區域通勤鐵路列車

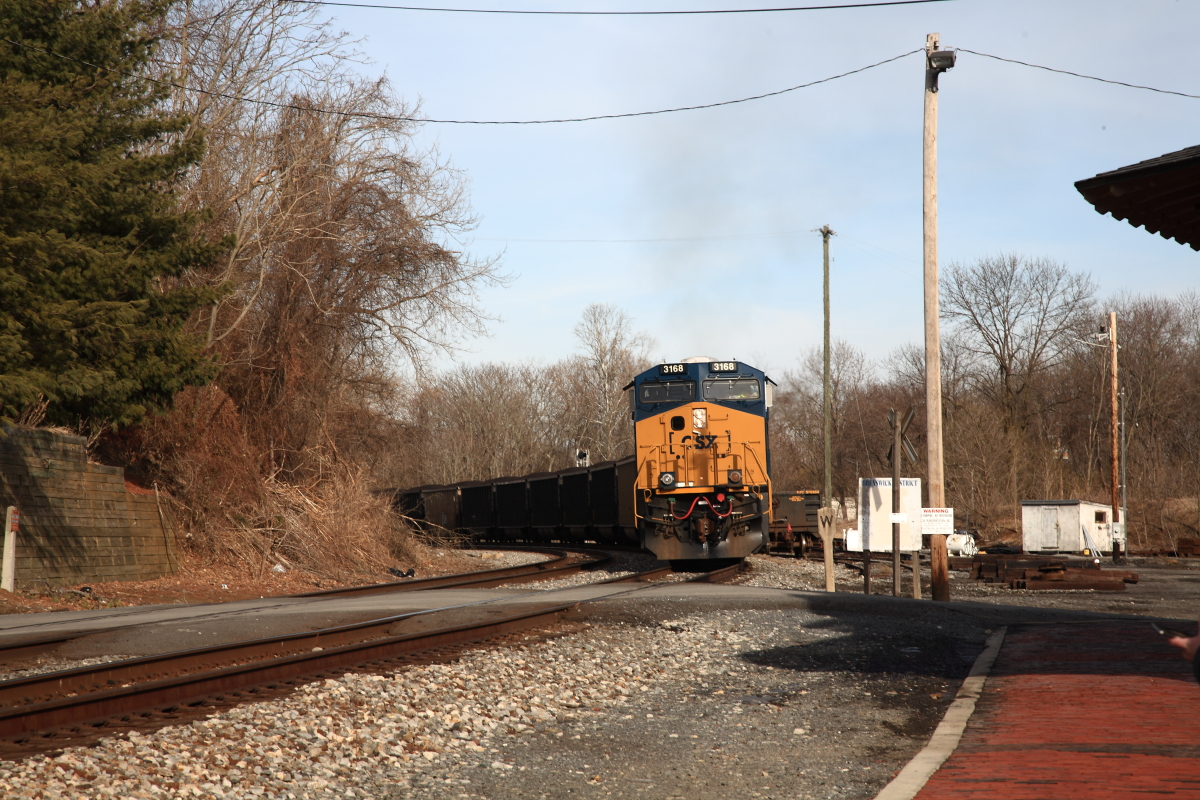
CSX運輸的貨運列車行經舊主線。巨岩點車站。

## 外部連結
维基共享资源上的相關多媒體資源：巨岩点车站
- Point of Rocks station official website
- Point of Rocks station image (Dynamic Depot Maps)[永久]
- Point of Rocks Railroad Station, Frederick County （页面存档备份，存于）, including photo from 2006, at Maryland Historical Trust
- Baltimore & Ohio Railroad, Point of Rocks Station, Near State Route 28, Point of Rocks, Frederick, MD at the Historic American Buildings Survey（英语：Historic American Buildings Survey） (HABS)
- B & O Railroad Station at Point of Rocks （页面存档备份，存于） - Ghosts of DC blog post on historic first train arrival